# 曹博文事件

《请求安排子女工作的报告》影印件

曹博文事件，是指时任湖南省冷水江市人事局局长曹长清为尚在读大学的儿子曹博文找到财政局工资统发中心的工作，且经过了市委市政府相关领导的层层批示。后经媒体曝光，曹博文的编制及聘用资格被取消。

## 当事人
- 曹长清：冷水江市原人事局局长。在2010下半年的机构改革中，冷水江市人事局与劳动和社会保障局合并组建为人力资源与社会保障局。冷水江市委决定，曹长清退居二线，不再担任领导职务。
- 曹博文：曹长清之子，系江苏工学院（现常州大学）国际贸易专业07级在校本科生[3]。

## 网贴爆料
2010年12月25日，一个名为《多位市领导批条子，冷水江市官二代在校生被安排当了公务员，有图有真相》网贴爆料称，湖南省冷水江市人事局局长曹长清为尚在读大学的儿子曹博文找到财政局工资统发中心的工作，且经过了市委市政府相关领导的层层批示。网贴还附了一份《请求安排子女工作的报告》和一份编号为“冷编（20107389）号”《冷水江市行政、事业单位编制使用通知单》的复印件。
《请求安排子女工作的报告》为时任湖南省冷水江市人事局局长曹长清所写，在报告后面还有冷水江市委书记刘小龙、市长何志光、常务副市长陈伟志等人同意和予以关照的批示意见
请求安排子女工作的报告
市委、政府领导：
在即将退出工作岗位之时，特向领导
提出将儿子安排到市财政局工作的报告。
为党工作了几十年，从未因个人的事向组织
上提出过要求。儿子大学本科毕业，学经济
管理专业的，请组织上给予关心照顾。
报告人 曹长清
8/16
《冷水江市行政、事业单位编制使用通知单》内容如下：
冷水江市行政、事业单位编制使用通知单
冷编（20107389）号
市财政局：
你单位共定编一名，现实有一名，经研究，如符合进入条件，同意曹博文等壹名入编，其工资从全额事业经费中列支。
冷水江市机构编制委员会办公室
2010年10月18日
网贴还说，曹博文是常州大学经济管理学院国际经济与贸易专业2007级本科班学生，2011年才毕业。言下之意是曹博文不符合招聘规定，因为根据《中华人民共和国公务员法》第十一条第六款规定公务员应“具有符合职位要求的文化程度和工作能力”，而曹博文大学未毕业，不符合工资统发中心招聘的大学本科要求。

《冷水江市行政、事业单位编制使用通知单》影印件

发贴者称，湖南省实施公务员法工作领导小组于2010年7月28日发文《关于批准娄底市蔬菜管理局等108个事业单位参照公务员法管理的通知》规定，冷水江市财政工资统发中心是参照公务员管理单位。

## 调查处理
2010年12月26日，冷水江市长何志光向新华社记者证实，经过冷水江市市委、市政府调查，网贴反映的情况基本属实。冷水江常务副市长陈伟志称这是“特事特办”，以解决当地“用人荒”。陈伟志说，冷水江市地处山区，工资不高，导致人才缺乏，“用人荒”问题一直存在。市里相关领导曾开会研究，认为可以在大学毕业生中择优录取，选几个专业技术人才，“特事特办”。时任市人事局局长的曹长清也参加了这个会议。曹长清于2010年8月，向市领导递交报告，请求将其子曹博文安排进财政局工作，谎称曹博文大学毕业，而事实上仍在校读书。陈伟志说，市领导考虑到工资统发中心急需人员，而曹博文是本科学历，且专业对口，符合人才引进条件，所以同意安排到冷水江市财政局工资统发中心。但曹博文一直没到岗上班，财政局也未对其发放工资。
陈伟志说，在批示曹长清报告的时候，工资统发中心确实仍是“事业单位”，冷水江市是11月30日收到湖南省实施公务员法工作领导小组发过来的相关文件，告知冷水江市工资统发中心属于“参照公务员管理单位”，今后也将“凡进必考”。陈伟志表示将严格遵守这一规定。
负责对事业单位所进人员的身份和档案审核的冷水江市机构编制委员会办公室主任钟萍说，市编办没有把好用人关。相关的经办人员以为曹博文已经大学毕业了，就开出了冷水江市行政、事业单位编制使用通知单。
2010年12月26日，冷水江市做出处理意见：

- 一、鉴于曹博文仍系在校学生，没有取得大学本科文凭，不符合聘用条件，市人民政府决定责成市人力资源和社会保障局、市编办取消其聘用资格。
- 二、鉴于相关部门在此事件中存在资格审查不严的失误，责成纪检、监察部门组成调查组，依法依规追究相关责任人员的责任。
- 三、冷水江市委、市政府将以此为教训，进一步完善人才引进和人事编制管理的相关制度，严格执行人事编制工作纪律。

### “照顾文件和精神”
《山东商报》就照顾领导子女就业的文件和精神的问题，于2010年12月25日下午采访了冷水江市人事局一名副局长，该副局长称，常委开会时确实有这么一个决定。但不好以文件下发，不过确实是有这么一个精神。这名副局长同时表示，“如果这种事你们查的话还多的是。”
2010年12月25日，《成都商报》记者联系上自称已调离人事局的冷水江市人事局副局长金涛。金涛表示知道此事，但不足为奇，因为“三四年前，市里就出了个照顾各局委办一把手子女就业的文件，很多干部都照顾过了，曹局长也不过是按这个文件在执行。”
其实，在2010年6月，就曾有网友在湖南当地一家知名论坛上发帖爆出类似的消息。因为该网贴说法未有确凿证据，在当时未能引起注意。